# Obereopsis basiflava
Obereopsis basiflava är en skalbaggsart som beskrevs av Pierre Lepesme och Stefan von Breuning 1953. Obereopsis basiflava ingår i släktet Obereopsis och familjen långhorningar. Inga underarter finns listade i Catalogue of Life.